# Poganu
Poganu – wieś w Rumunii, w okręgu Aluta, w gminie Verguleasa. W 2011 roku liczyła 727 mieszkańców. 